# Александър Христов (боксьор)
Вижте пояснителната страница за други личности с името Александър Христов.
Александър Христов е български боксьор в категория до 54 килограма.
Роден е на 28 юли 1964 година в Пловдив. От 1980 година се състезава за местния клуб „Локомотив Пловдив“. През 1987 година става европейски шампион, през 1988 година е втори на Олимпийските игри, а през 1993 година става световен шампион.